# IC 756
IC 756 ist eine Spiralgalaxie vom Hubble-Typ Sc mit aktivem Galaxienkern im Sternbild Jungfrau auf der Ekliptik. Sie ist schätzungsweise 276 Millionen Lichtjahre von der Milchstraße entfernt und hat einen Durchmesser von etwa 150.000 Lichtjahren.

Im selben Himmelsareal befindet sich u. a. die Galaxie NGC 4043.
Das Objekt wurde am 19. April 1893 vom französischen Astronomen Stéphane Javelle entdeckt.